# بني مدراسن (مقريصات)
بني مدراسن هي إحدى مشيخات المملكة المغربية، تتبع جغرافيا لإقليم وزان وإداريًا لمقريصات. يقدر عدد سكانها بـ 1281 نسمة حسب الإحصاء الرسمي للسكان والسكنى لسنة 2004.